# Dichotomius texanus
Dichotomius texanus är en skalbaggsart som beskrevs av Felsche 1901. Dichotomius texanus ingår i släktet Dichotomius och familjen bladhorningar. Inga underarter finns listade i Catalogue of Life.